# FMシンフォニー・コンサート
『FMシンフォニー・コンサート』は、NHK-FMで放送されていたクラシック音楽番組である。

## 概要
1985年4月より放送している全国の交響楽団・管弦楽団の演奏会の模様を録音で届ける番組。
2006年度までの22年間単独番組として毎週日曜日の14:00 - 15:00に放送されていたが、2007年度は番組改編により新番組『サンデークラシックワイド』（毎週日曜日の14:00 - 18:00に放送）に内包、『シンフォニーコンサート』のコーナー（2時間ずつの2部構成）として『海外オペラアワー』と隔週交互放送となっていた。
その後、2008年度は新設番組『オーケストラの夕べ』が放送されていたが、2009年度から『オーケストラの夕べ』からタイトルを変更する形で、『シンフォニーコンサート』の単独番組がかつてのBGMとともに復活した。
現在の放送時間は毎週日曜日（但し毎月最終日曜日を除く）の19:20 - 21:00となっているが、2012年4月1日放送分を以て放送終了となる。この体は翌週・2012年4月8日から19:20 - 20:20の1時間枠の放送となった『ブラボー!オーケストラ』に引き継がれた。
番組は基本的に東京から毎月2回程度、他は大阪、名古屋が毎月1回ずつのペースで製作し、各地で行われる公開録音やその地域の代表的なクラシック音楽団の演奏会の模様をライブ録音中継している。なお、北海道地方では年数回「札響（札幌交響楽団）FMコンサート」に差し替え放送となる。

## 出演者・パーソナリティ
番組初期
- 東京：山本直純（指揮者・作曲家）

山本直純の担当の回では、番組の冒頭、真っ先に、山本によるなかば絶叫のような調子のタイトルコールからスタートした。
- 東京：現田茂夫（指揮者）
- 大阪：佐々木修（指揮者・プランナー）

番組末期
- 東京[4]：吉松隆（作曲家・指揮者）
- 大阪[5]：伊東信宏（大阪大学準教授）
2011年10月放送分までは今城和久（アナウンサー）と担当していた。開始当時は神戸局から出向という形で案内役を務め、東京アナウンス室への異動後も2011年10月放送分まで引き続き大阪発の案内役を務めていた。
- 名古屋[6]：外山雄三（指揮者）

上記パーソナリティ3名は全員、本番組終了後に組まれている新番組『ブラボー!オーケストラ』に於いても引き続きパーソナリティを務める。